# آتیلیو ترره
آتیلیو ترره (به ایتالیایی: Attilio Trerè) بازیکن فوتبال و اهل ایتالیا است که از سال ۱۹۱۰ میلادی عضو تیم ملی فوتبال ایتالیا بوده و در ۵ بازی ملی حضور داشته‌است. او در بازی‌های ملی‌اش گلی به ثمر نرساند.
آتیلیو ترره آخرین بازی ملی خود را در سال ۱۹۱۴ میلادی انجام داد.